# Amani
Amani (Grieks: Αμανή) is een deelgemeente (dimotiki enotita) van de fusiegemeente (dimos) Chios, in de Griekse bestuurlijke regio (periferia) Noord-Egeïsche Eilanden.
De deelgemeente telt 2668 inwoners.